# Beretta M23
La Beretta Brevetto 1915-1919 Modello 1923 o Beretta Modello 1923 è una pistola semiautomatica italiana realizzata tra le due guerre mondiali ed adottata in pochi esemplari dal Regio Esercito, dalla Milizia Forestale della MVSN e dagli Ufficiali dei Vigili del Fuoco per i servizi di rappresentanza e di guardia. La sua importanza è dovuta al fatto che, con questa arma, le pistole della Casa raggiunsero la loro impostazione tecnica ed estetica definitiva.

## Storia
L'origine dell'arma risale al 1922, quando la Beretta partendo dalla M17, ovvero la versione in calibro 7,65 × 17 mm Browning della Beretta M15, realizzò la Beretta Brevetto 1915-1919, conosciuta come Beretta M22. Questa arma non ebbe particolare successo; alcune centinaia di esemplari furono adottati dalla Regia Marina e dalla Milizia Stradale.
Nel 1923 la Beretta, volendo proporre al Regio Esercito un'arma che potesse sostituire la M15, modificò la Brevetto 1915-1919, riscalandola tra l'altro al calibro 9 × 19 mm Glisenti usato dalla forza armata. Neanche la M23 ebbe il successo sperato in quanto era ritenuta troppo pesante ed ingombrante rispetto alla debole cartuccia 9 mm Glisenti.
Dei circa 10.000 pezzi prodotti 3.000 andarono all'Esercito ed alcune centinaia alla Milizia Forestale, furono assegnate anche agli Ufficiali dei Vigili del Fuoco e forse alla PAI; 4.000 furono acquistate dalla Bulgaria e 600 dalla polizia Argentina; le restanti furono assorbite dal mercato civile.

## Tecnica
Dalla Brevetto 1915-1919 l'arma riprende molte caratteristiche: la grande finestra di espulsione unica sul carrello ed il mirino ricavato non più dalla canna ma dal carrello; la tacca di mira è fresata nel vivo del carrello; uguale nella forma è la leva della sicura, a braccio unico con bottone zigrinato che blocca il grilletto e funge da chiavistello di smontaggio. Simili anche guancette in lamierino zigrinato.
Le modifiche, riguardano invece l'adozione del cane esterno, il nuovo semplice disconnettore azionato da una fresatura nel carrello che impedisce l'abbattimento del cane se il carrello non è completamente chiuso, l'inserimento della sicura ruotandone all'indietro la leva.
Venne anche realizzata una variante con calcio leggermente modificato in modo da applicarvi come calciolo la fondina in cuoio (appositamente modificata con una stampella pieghevole in acciaio), imbracciandola così come arma lunga. Tale sistema venne brevettato nel 1924.
Buona parte di queste innovazioni verranno riprese dalla successiva Beretta M31.